# Korkeavaara (kulle i Kehys-Kainuu)
Korkeavaara är en kulle i Finland. Den ligger i Kuhmo i landskapet Kajanaland, i den centrala delen av landet, 500 km nordost om huvudstaden Helsingfors. Toppen på Korkeavaara är 241 meter över havet. Korkeavaara ligger vid sjön Pieni Kuumujärvi.
Terrängen runt Korkeavaara är huvudsakligen platt.  Trakten runt Korkeavaara är nära nog obefolkad, med mindre än två invånare per kvadratkilometer.